# Łopatki (obwód kurgański)
Łopatki (ros. Лопатки) – wieś (sieło) w Rosji, w obwodzie kurgańskim, w rejonie lebiażjewskim. W 2010 liczyła 1108 mieszkańców.